# فونداكيلي فانتينا
فونداكيلي فانتينا (بالإيطالية: Fondachelli-Fantina)‏ هي بلدية في مقاطعة ميسينا في صقلية الإيطالية.

## السكان
في سنة 1861 بلغ عدد السكان 2٬296 نسمة، وتطور العدد ليصل في سنة 2011 لـ 1٬090 نسمة.
يظهر هذا المخطط البياني تطور النمو السكاني لـ فونداكيلي فانتينا